# Bivacco Federico Zullo
Il bivacco Federico Zullo è un bivacco situato nel comune di Charvensod (AO), in Valle d'Aosta, nelle Alpi Graie, a 2.897 m s.l.m.

## Caratteristiche
Il bivacco si trova sul colle Carrel, colle che separa la Becca di Nona dal monte Emilius.

## Accessi
Il bivacco è raggiungibile da Pila in circa 4 ore di cammino.

## Ascensioni
- Becca di Nona - 3.142 m
- Monte Emilius - 3.559 m - attraverso la via ferrata